# Pfronstetten
Pfronstetten – miejscowość i gmina w Niemczech, w kraju związkowym Badenia-Wirtembergia, w rejencji Tybinga, w regionie Neckar-Alb, w powiecie Reutlingen, wchodzi w skład związku gmin Zwiefalten-Hayingen. Leży w Jurze Szwabskiej, ok. 25 km na południowy wschód od Reutlingen, przy drodze krajowej B312.

## Dzielnice
- Aichelau
- Aichstetten
- Geisingen
- Huldstetten
- Pfronstetten
- Tigerfeld